# مسجد النور (المغرب)
مسجد النور هو مسجد بمدينة أزرو الجبلية، بإقليم إفران، جهة فاس مكناس، وأكبر بناية دينية في الأطلسي المتوسط. بني من قبل الملك الراحل الحسن الثاني في شتنبر 1987، ودشنه
الملك محمد السادس سنة 2000.

## وصف
بني مسجد النور على مساحة 5700 متر مربع، وتصل طاقته الاستيعابية ل 5000 مصلي. يتكون المسجد من طابقين، طابق سفلي للرجال والطابق الأول للنساء، كما يحتوي على نافورة مياه، ومكان مخصص للوضوء، ومكان إضافي مكشوف للصلاة إذا دعت الضرورة. ميزانية بناء هذا المسجد وصلت إلى 10 مليارات سنتيم، و 150 مليون سنتيم لتجهيز المسجد.

## التاريخ
بني مسجد النور عى يد الملك الحسن الثاني في سبتمبر 1987، لكن بنائه تأخر بشكل كبير، ولم يدشن حتى ديسمبر 2000 من قبل الملك محمد السادس ، الذي أعاد فيه صلاة الجمعة في سبتمبر 2004.

## معرض الصور

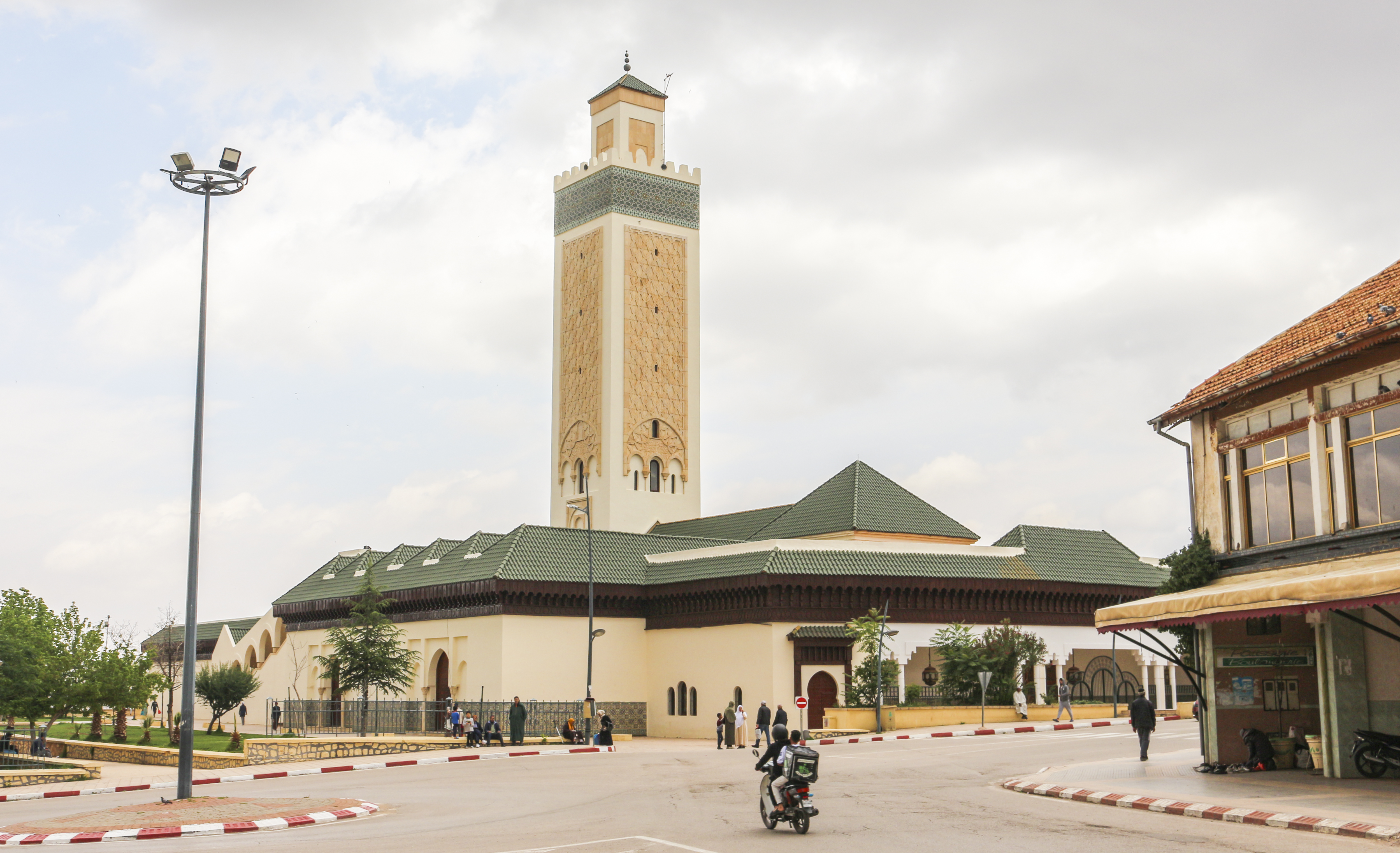
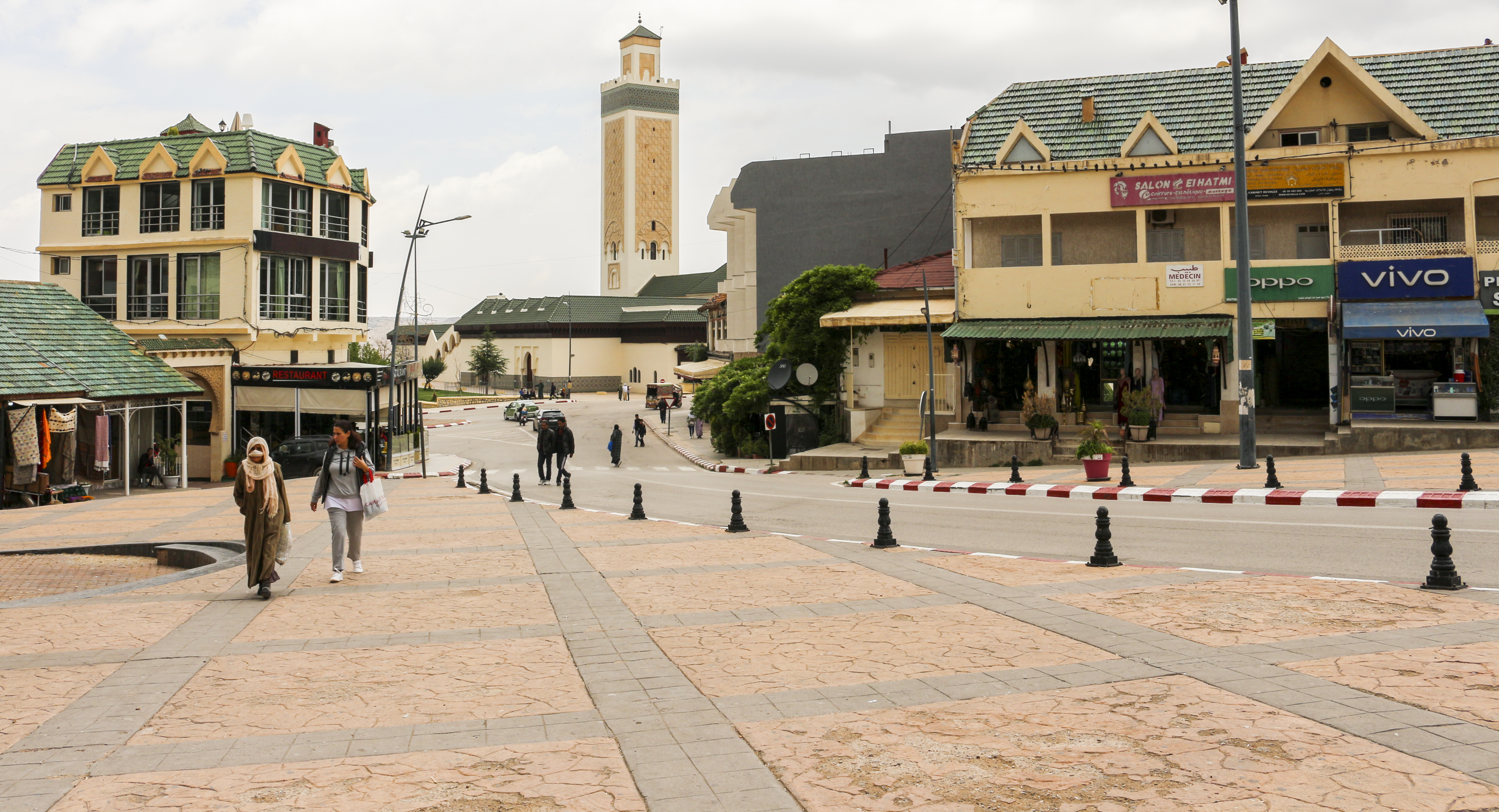
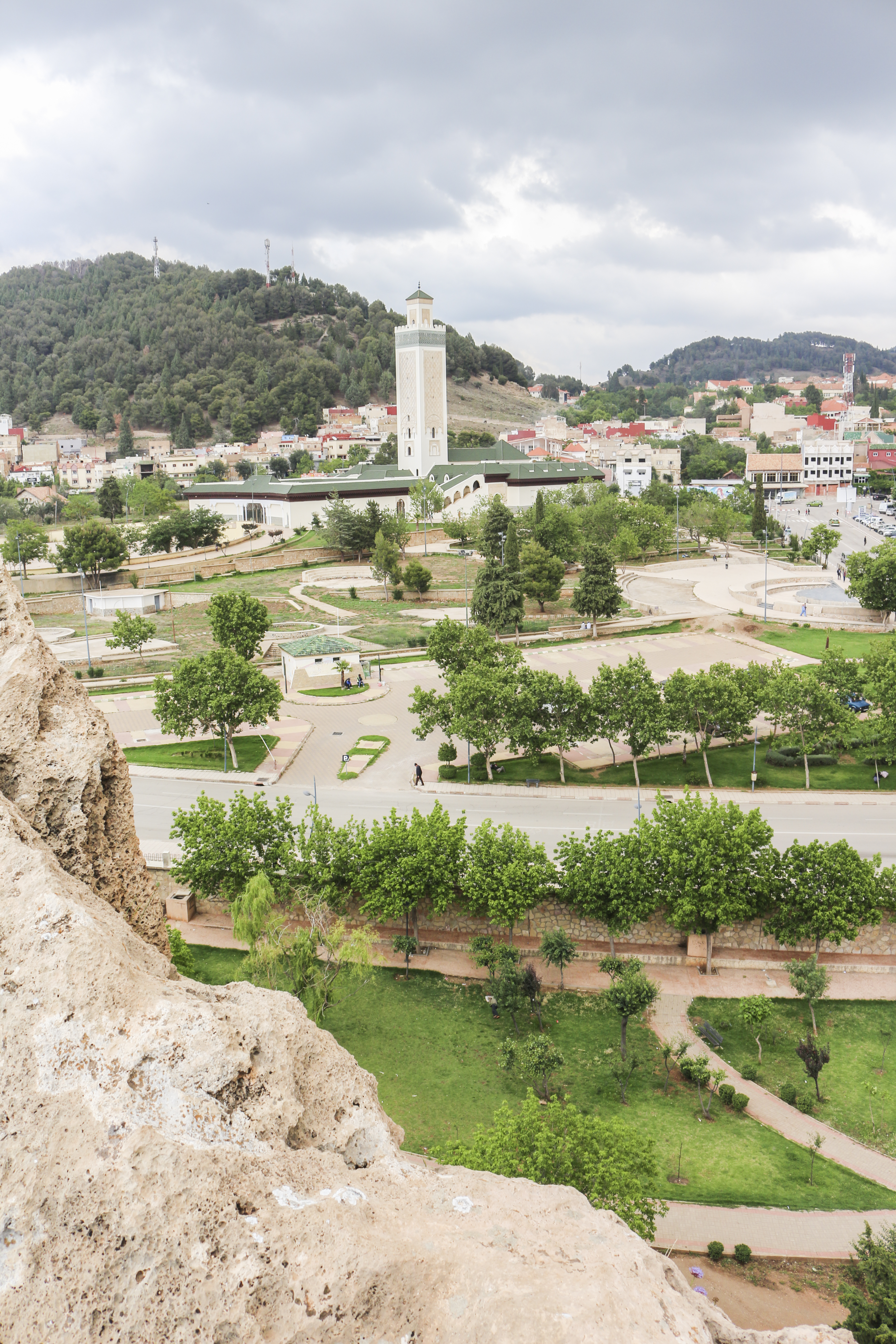
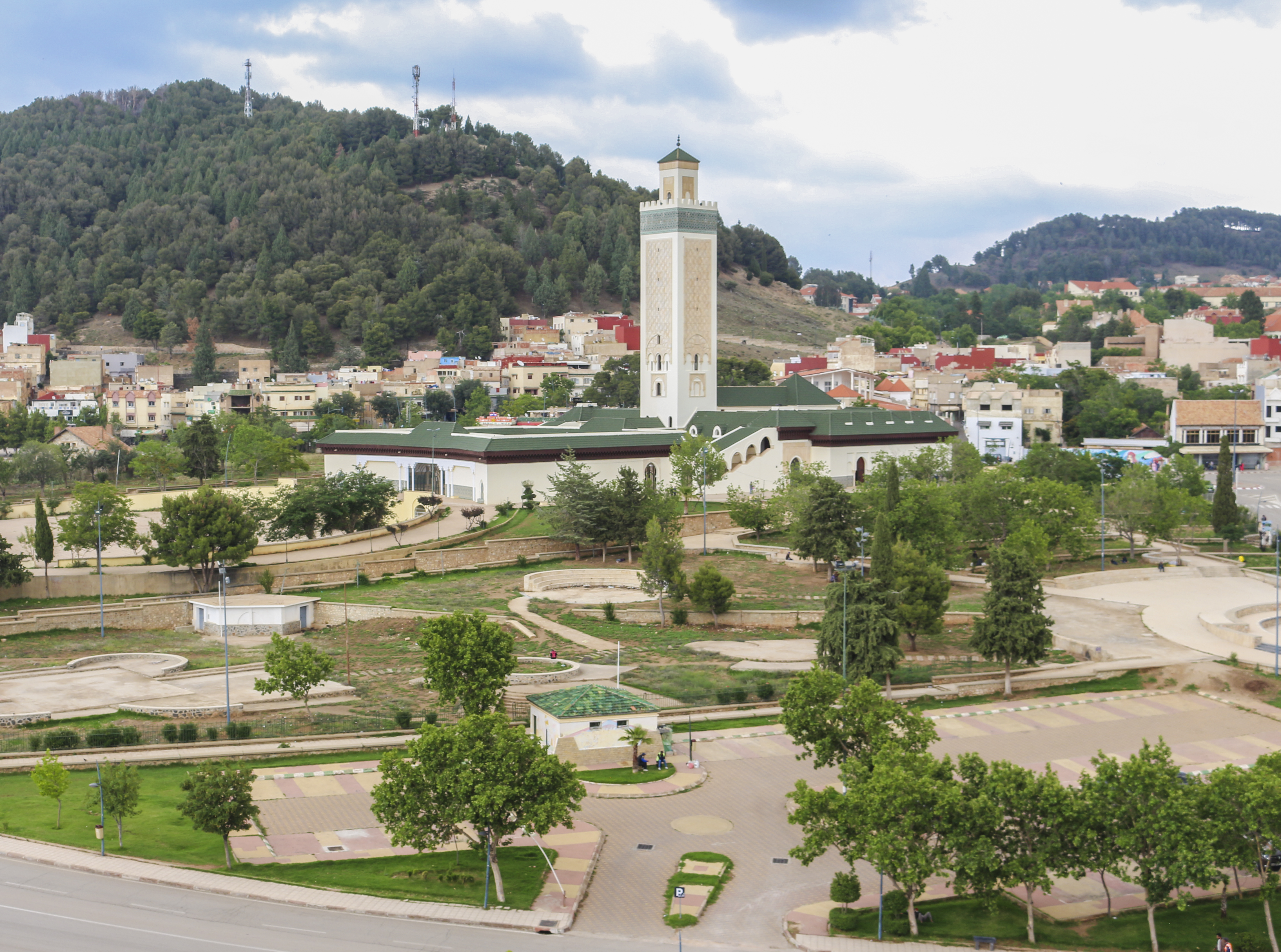
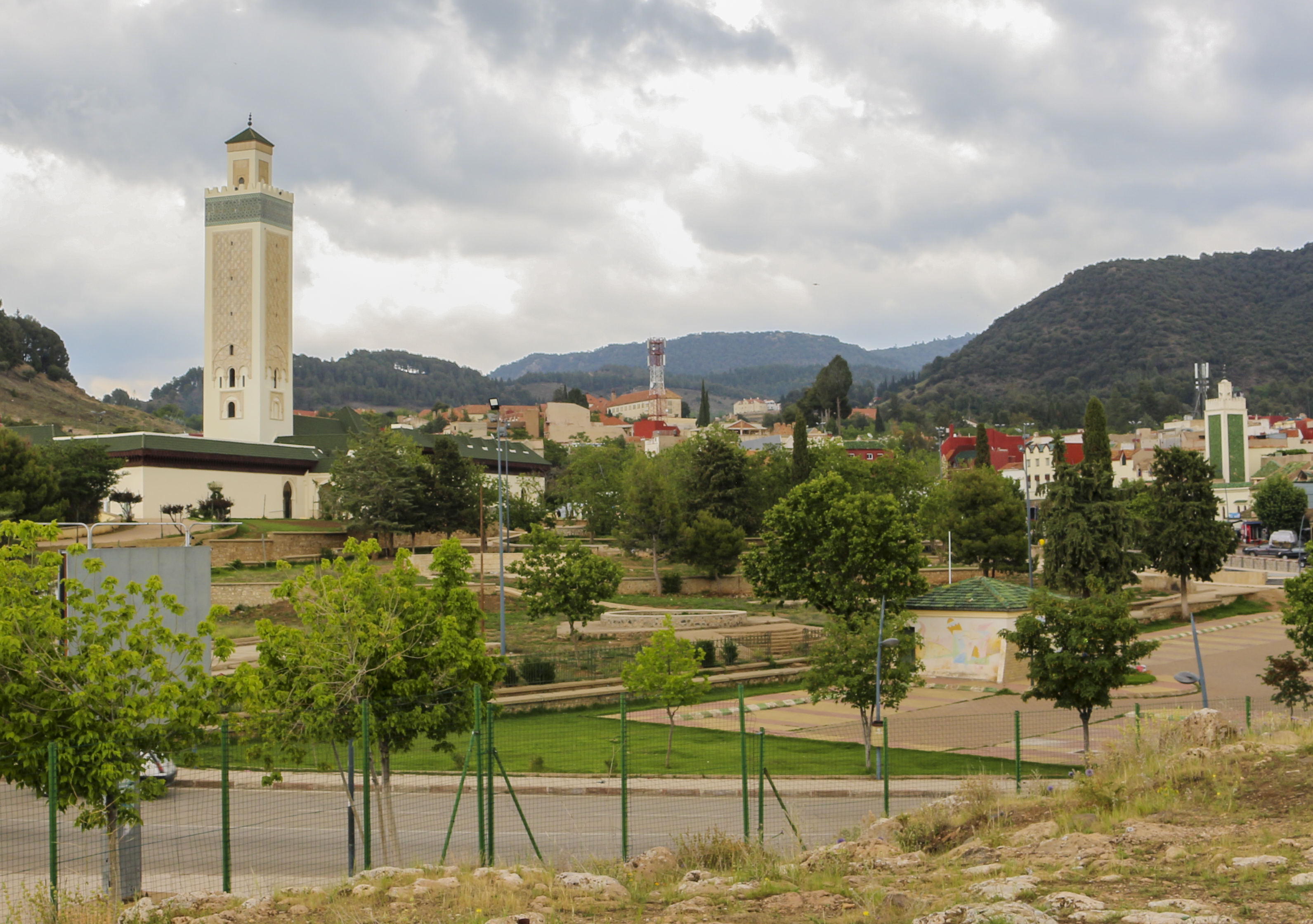
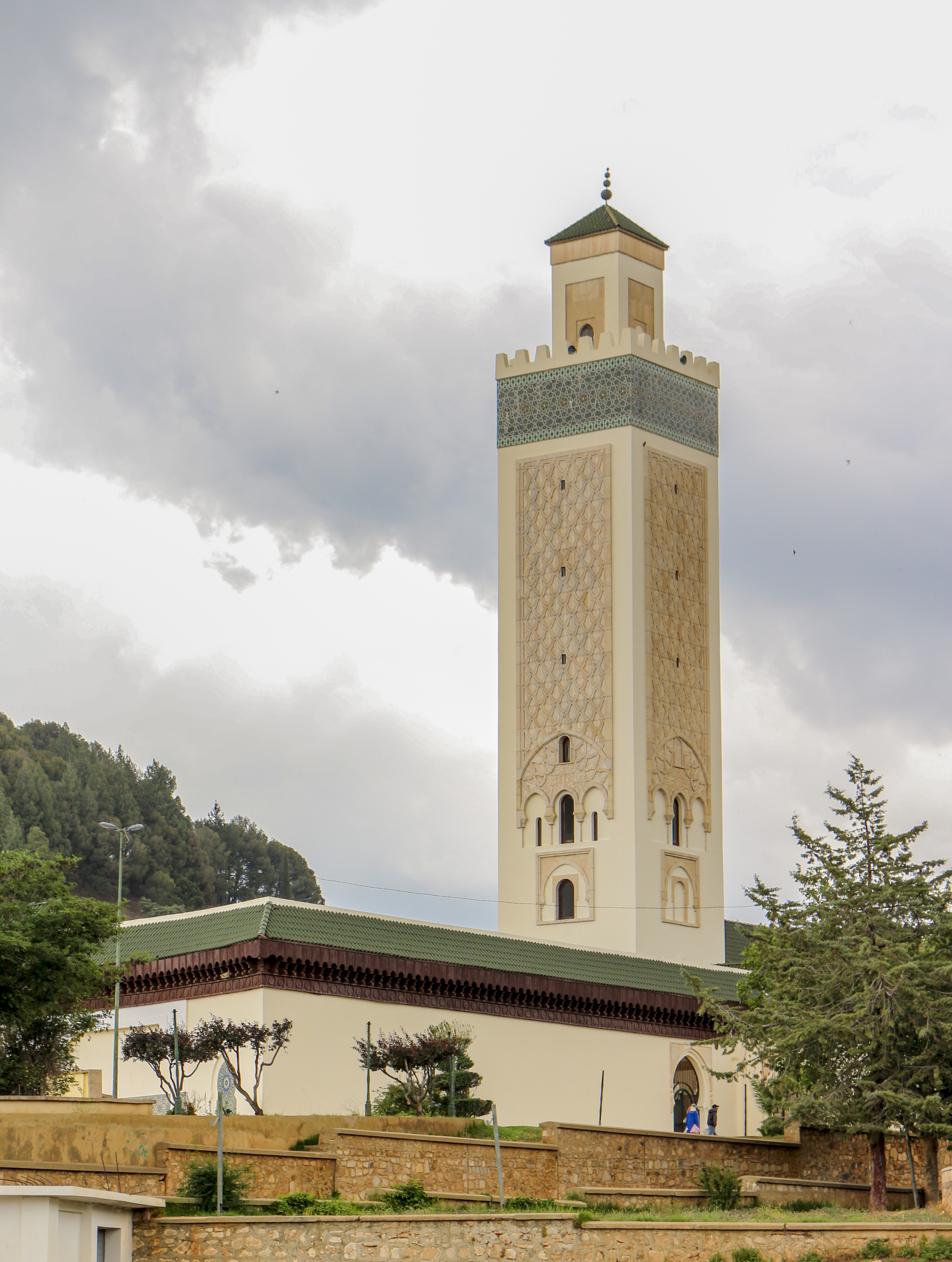